# Tetra (pez)
Artículo principal: Tetra neón

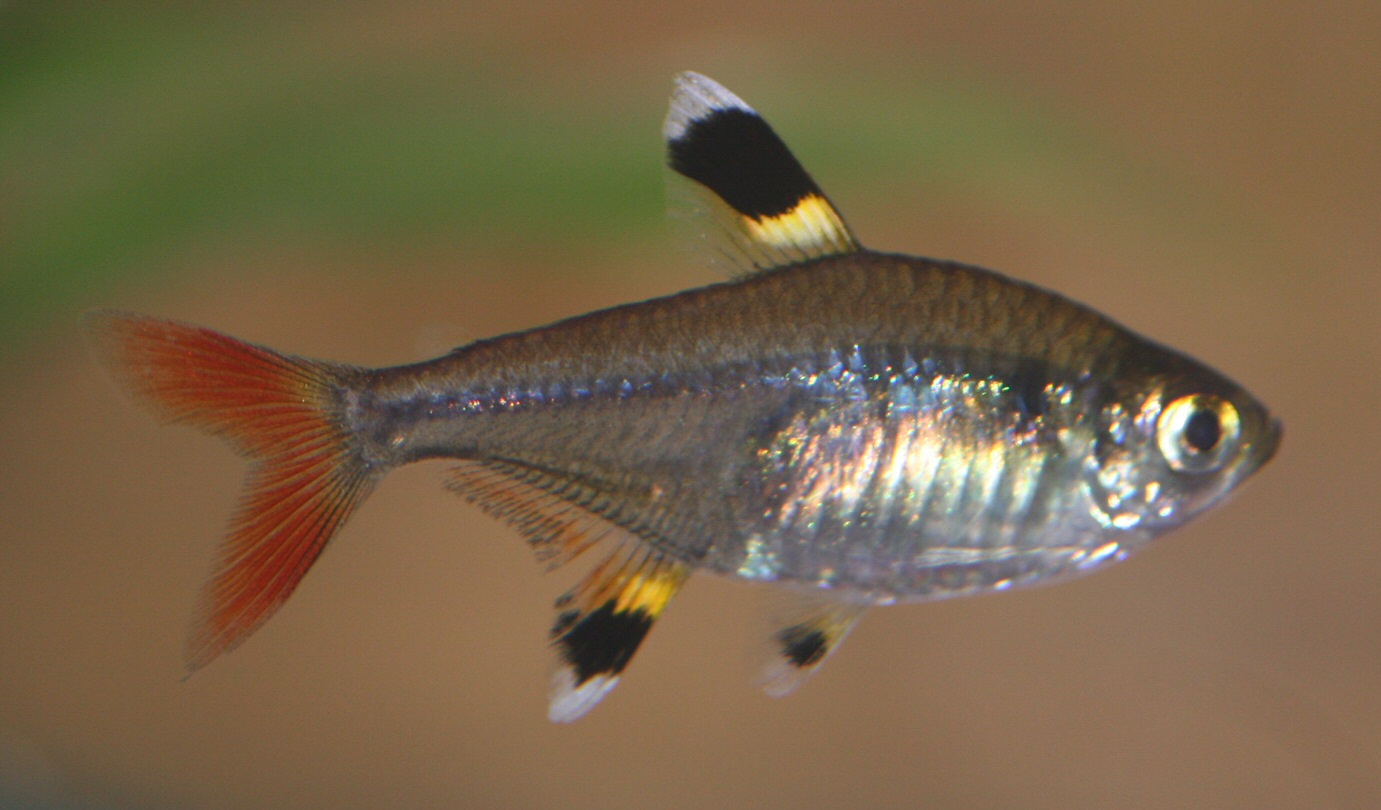
Pristella tetra — Pristella maxillaris.

Tetra es el nombre común de muchas especies pequeñas de peces de agua dulce, muy utilizados en los acuarios que comprenden a las familias Alestiidae, Characidae y Lebiasinidae.